# 放光寺 (甲州市)
放光寺（ほうこうじ）は、山梨県甲州市塩山藤木にある寺院。山号は高橋山。真言宗智山派に属する。本尊は金剛界大日如来。
周防正行監督、本木雅弘主演の映画『ファンシイダンス』のロケ地であった。

## 沿革
『甲斐国志』に拠れば、放光寺の前身は山岳仏教の盛んな平安時代に大菩薩山麓の一ノ瀬高橋に建立されていた天台宗寺院・高橋山多聞院法光寺であるという。平安後期には甲斐源氏の一族である安田義定（遠江守）が牧荘や八幡荘を本拠とし、寿永3年（1184年）に法光寺は義定の屋敷地に近い山梨郡藤木郷へと移転され、安田氏の菩提寺としたという。開山は賀賢上人。
『吾妻鏡』に拠れば、義定は反逆の疑いで建久5年（1194年）8月19日に梟首されているが、『鎌倉大草紙』に拠れば義定は当寺で自害したとされる。『甲斐国志』によれば、放光寺が所蔵する義定位牌にも「法光大禅定門」と記載される。
建久2年（1191年）に義定が寄進した梵鐘銘に拠ればこの頃には「法光寺」表記であり（『国志』）、「放光寺」表記の初見は戦国期の天文17年（1548年）の寺領証文において見られる。
弘治元年（1555年）12月には、武田晴信（信玄）による藤木郷の棟別改めが行われ、この時に諸役免除の庇護を受けている。永禄11年（1568年）3月、武田氏が越後侵攻を行った際には放光寺のほか慈眼寺（笛吹市一宮町末木）、法善寺（南アルプス市加賀美）はじめ11か寺に戦勝祈願を行わせている。
『甲斐国志』によれば、天正10年（1582年）3月の織田・徳川連合軍の武田領侵攻により武田氏は滅亡し、この時に放光寺本堂も焼失している。同年6月の甲斐・信濃を巡る天正壬午の乱を経て甲斐は三河国の徳川家康が領し、『甲斐国志』によれば放光寺は家康の庇護を受け、寺領として小曽郷を安堵されている。天正17年（1589年）には徳川家臣・伊奈忠次による検知が行われ（『放光寺文書』）、恵林寺郷にも寺領を与えられている。豊臣政権時代には、慶長3年（1598年）には浅野幸長から禁制を受けている。
江戸時代初期の慶長8年（1603年）には御屋敷内への寺領寄進が行われており（『同前』）、寛文年間（1661年 – 1673年）には幕府作事奉行保田宗雪（若狭守）により本堂再建が行われ、寛文19年（1642年）に将軍徳川家光から朱印地として賜り安堵された。保田宗雪は中興開祖と位置づけられている。
江戸期には甲斐国談林7か寺に数えられ、藤木村の龍光院のほか徳和村の吉祥寺（山梨市三富徳和）、下小和田村の福蔵院（甲州市塩山下小田原）、室伏村の円照寺（山梨市牧丘町室伏）などの7寺の門徒寺を抱えた。山内には12坊を擁していたが、文化年間（1804年 – 1818年）には廃絶している（『国志』）。『本末帳集成』に拠れば延宝年間（1673年 – 1681年）に山城国醍醐寺報恩院末となり、明治27年（1894年）に智山派に改めている。

## 文化財

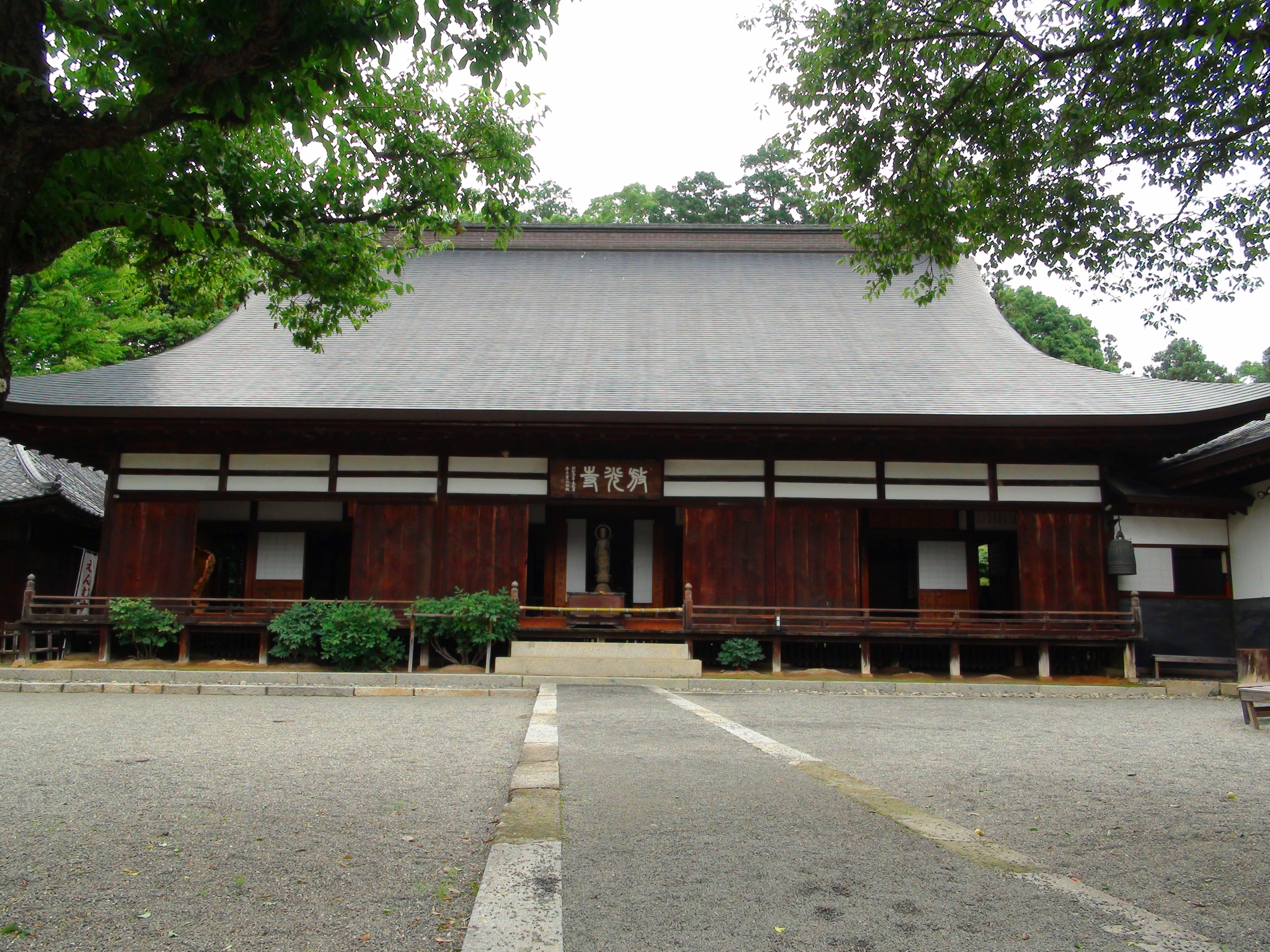
放光寺本堂

### 重要文化財
- 木造大日如来坐像
当寺院の本尊で、金剛界の大日如来像である。木造漆箔。像高は95.4センチメートル。宝冠を戴き、右足を上にして結跏趺坐し智拳印を結ぶ。作風から平安時代末期の円派の作と推定され、造立は創建以前と推定されている。後述の不動明王立像、愛染明王坐像とともに宝物殿に安置される。
- 木造不動明王立像
平安時代の不動明王像。平安後期に多く作られた十九観様の像。
- 木造愛染明王坐像
平安時代の愛染明王像。檜材・寄木造・彩色。像高は89.4cm。忿怒相で弓矢を天に向ける姿で、『金剛峯楼閣一切瑜伽瑜祇経』「愛染王品第五」に記された偈頌（げじゅ）中の「如射衆星光（衆星の光を射るが如し）」を造形化した「天弓愛染」と称される形式の像[1]。類例は高野山・金剛峯寺像や京都府木津川市山城町の神童寺像が知られる[1]。愛染明王に対する信仰は平安後期に盛んとなり、浅い衣紋線などに平安末期の特色が現れていると評される[1]。作者は不明であるが、中央の仏師とする説もある[1]。山梨県立博物館には本像のレプリカが常設展示されている。
- 木造金剛力士立像
鎌倉時代（12世紀）の金剛力士像[2]。木造・檜材の寄木造[2]。彩色[2]。像高は阿形像が263.0センチメートル・吽形像は264.0センチメートル[2]。仁王門に安置される[2]。
放光寺が創建された元暦元年（1184年）頃の造立と考えられている[2]。本像は大仏師・成朝の作と考えられている[2]『吾妻鏡』によれば、成朝は文治元年（1185年）5月から10月にかけて源頼朝の依頼で鎌倉の勝長寿院の本尊である阿弥陀像を建立し、少なくても翌文治2年（1186年）3月までは東国（鎌倉もしくはその近辺）にいたことが判明するため、その時期に造立したのではないかとする説もある[3]。頭体幹部は中心線に沿って四材を矧ぐ寄木造とし、内刳りを施す。阿形・吽形両像とも上半身、腕、脚などの筋肉の表現を強調し、腰を外側に引き内側の足を踏み出す典型的な仁王像であるが、鬢髪を束ねて髷を結い、両耳前にもみあげが表現されているところが特色であり、奈良県の東大寺戒壇厨子扉絵の仁王像吽形に類似することが指摘される[2]。

### 山梨県指定有形文化財
- 銅鐘
鎌倉時代の梵鐘。総高は105センチメートル、口径56センチメートル。一区四段四列の乳が四区にわたり計64個を数える。下帯を欠いており、撞座は摩耗している。池の間の二区には銘文があり、建久2年（1191年）8月27日に安田義定が寄進され、建治元年（1275年）、建武3年（1336年）、貞治5年（1366年）に改鋳されたという。貞治5年の重修理では、志田郷（甲斐市志田）の鋳物師・道金が携わったという。
- 紙本墨書大般若経589巻
南北朝・室町時代の経典。建武5年（1338年）から暦応4年（1341年）にかけて、駿河国志太郡徳山の待月院において知周が筆写したという。文明15年（1483年）に修補され、遠江国鎌田山医王院の所蔵となった。戦国時代に甲斐武田氏の駿河侵攻に際して放光寺の所蔵となったとされるが、不詳。

### 甲州市指定文化財
- 毘沙門天立像
平安後期・鎌倉期の毘沙門天像。像高は147.8センチメートル。毘沙門堂に開祖像として安置されており、『甲斐国志』によれば安田義定に関係する像であるとされる。
甲冑姿で別材の兜が付けられている。左手は掲げられているが持物は亡失しており、右手は垂下して逆手で宝棒を持っている。全体が鮮やかに彩色されており、江戸時代の寛文5年（1665年）に施されたという。

### その他
放光寺にはまた、嘉永5年（1852年）に浄土宗の僧・養鸕徹定（うがいてつじょう）により模写が行われた法隆寺金堂壁画（法隆寺金堂壁画阿弥陀浄土図模写」が所蔵されている。徹定は嘉永5年に法隆寺古写経の調査を行い、阿弥陀浄土図の模写を行っている（「法隆寺金堂壁画佛像記」）。
放光寺所蔵模写の裏書によれば、徹定は放光寺へ川上冬崖「五百羅漢像」の寄進を行った山梨郡中萩原村（甲州市塩山中萩原）出身の幕臣・真下晩菘（ましたばんすう）の発願に感銘し、慶応3年（1867年）に放光寺へ模写を寄贈したという。晩菘は幕末期に蕃書調所勤番を務め、冬崖は同所画図調役を務めている縁がある。
放光寺所蔵の壁画模写は現存する最古の模写として注目されており、敷き写しの手法により原画の欠損部分も復元して描かれている。

## アクセス
- JR中央本線塩山駅下車。甲州市市民バス松里線に乗車し中藤木バス停下車。休日は運休。
- 同塩山駅下車。甲州市市民バス西沢渓谷線・窪平線に乗車し、放光寺入り口バス停で下車
- 同山梨市駅下車。山梨市営バス山梨厚生病院・窪平線・西沢渓谷線に乗車し、花かげの湯 花かげホールバス停で下車。